# Vladimir Berkovich
Vladimir Berkovich, em russo:  Владимир Беркович, (, ) é um matemático do Instituto Weizmann de Ciência, que introduziu espaços de Berkovich. Seu Ph.D. conselheiro foi Yuri Manin. Berkovich foi professor visitante no Instituto de Estudos Avançados em 1991-92 e novamente no verão de 2000.